# Strandmålla
Strandmålla (Atriplex littoralis) är en växtart i formen av en ört. 